# تاداشي إيجيما
تاداشي إيجيما (باليابانية: 飯島正؛ بالكانا: いいじま ただし) هو ناقد سينمائي وشاعر ياباني، ولد في 5 مارس 1902 في طوكيو (اليابان) في اليابان، وتوفي في 5 يناير 1996.

## وصلات خارجية
- تاداشي إيجيما على موقع IMDb (الإنجليزية)